# Binscarth
Binscarth är en ort i Kanada.   Den ligger i provinsen Manitoba, i den sydöstra delen av landet, 2 000 km väster om huvudstaden Ottawa. Binscarth ligger 528 meter över havet och antalet invånare är 425.
Terrängen runt Binscarth är platt. Trakten runt Binscarth är nära nog obefolkad, med mindre än två invånare per kvadratkilometer.. Närmaste större samhälle är Russell, 17,1 km norr om Binscarth. 
Trakten runt Binscarth består till största delen av jordbruksmark.